# Lammhults församling
Lammhults församling är en församling i Växjö pastorat i Växjö domkyrkokontrakt i Växjö stift i Svenska kyrkan.  Församlingen ligger i Växjö kommun i Kronobergs län.

## Administrativ historik
Församlingen bildades 2010 genom sammanslagning av Aneboda, Asa och Bergs församlingar och fick då namnet Aneboda-Asa-Bergs församling och ingick till och med 2013 i Öjaby pastorat. 2014 namnändrades församlingen till Lammhults församling samtidigt som den blev en del av det då bildade Växjö pastorat.

## Kyrkor
- Aneboda kyrka
- Asa kyrka
- Bergs kyrka
- Lammhults kyrka